# Freden i Utrecht
Freden i Utrecht var ett antal fredsavtal som slöts 11 april 1713 efter det spanska tronföljdskriget (1701–1714). Kriget, som hade som avsikt att lösa problemen med maktfördelningen i Europa, utkämpades mellan å ena sidan Frankrike, Bayern, Spanien och Ungern och å andra sidan Österrike, Preussen, Storbritannien, Nederländerna och Portugal. Den utlösande faktorn var frågan om arvsrätten till den spanska kronan, som ökat i betydelse till följd av kung Ludvig XIV av Frankrikes expansionspolitik.
Följden av fredsöverenskommelserna var bland annat
- att den tidigare förbindelsen mellan Huset Habsburg och Spanien upplöstes och
- att Frankrikes strävan efter europeiskt herravälde misslyckades.

## Vinnare och förlorare
Fördraget blev avgörande för 1700-talet i politiskt avseende och var framför allt fördelaktigt för Storbritannien. Den hannoverska tronföljden erkändes och den stuartske pretendenten utvisades ur Frankrike. De franska Bourbonerna avstod för all framtid från anspråk på Spaniens krona och de spanska på Frankrikes. Ludvig XIV lovade att slopa befästningarna vid Dunkerque – den starkaste av Frankrikes dåvarande sjöfästningar och stödjepunkten för alla kaparföretag mot Storbritannien – samt att fylla dess hamn. Av Frankrike erhöll Storbritannien Newfoundland, Akadien samt områdena runt Hudson Bay, av Spanien Gibraltar och Menorca. Genom dessa bestämmelser fick Storbritannien herraväldet över norra delen av Atlanten och västra delen av Medelhavet. Nu stävjades också kaperiet, som i varje krig var synnerligen besvärligt för Storbritannien. För Storbritanniens handel, som redan nu nått en ansenlig utveckling, blev vidare en sjörättslig bestämmelse av stor vikt. Enligt denna skulle under kommande sjökrig neutral flagga täcka även fientligt gods och skydda detta från beslag av krigförande makts krigsfartyg. Dessutom avtalades med Spanien ett synnerligen fördelaktigt handelsfördrag.
Mindre glänsande blev Nederländernas lott. De fick rätt att hålla besättning i en rad befästa platser i Sydbelgien, av vilka de viktigaste var Ieper och Tournai. Men många fästningar som erövrats från Frankrike (bland dem det viktiga Lille) återlämnades. De handelsfördelar som Nederländerna erhöll i Frankrike, Spanien och Belgien inskränktes till det minsta möjliga. Kejsaren avträdde några områden i Geldern till Nederländerna, närmare bestämt Venlo, Montfort och Stevensweert.
Portugal erhöll en fördelaktig gränsreglering mot franska Guyana. Preussen fick, mot uppgivande av anspråken på furstendömet Orange och trots sina stora offer under kriget ingenting annat än en del av Geldern samt Neuchâtel och Valangin. Preussen, som förgäves hade yrkat på att Frankrike skulle avstå Alsace, Artois, Cambrai och Franche-Comté, erkändes dock av alla stater som kungarike. Savojen blev relativt gynnat, då de engelska ministrarna här ville skapa en buffertstat mellan Frankrike och Österrike. De förskaffade Savojen alla franska områden på Alpernas östliga sluttningar, Monferrato och några milanesiska områden, samt ön Sicilien.
Även efter utrechtfreden fortsatte stridigheterna mellan Frankrike och Österrike och de fientligheterna upphörde inte förrän 1714 efter frederna i Rastatt och Baden. Österrike godtog nu det som man erbjudits i Utrecht och erhöll Spanska Nederländerna, Milano, Neapel samt Sardinien. Mest lidande blev Tyska riket, som biträdde freden i Baden i september 1714. Riket fick visserligen åter de av fransmännen erövrade Alt-Breisach och Kehl, men om Alsace var det inte tal. Det erövrade Landau stannade i Frankrikes händer.

## Brittiska landvinster
I samband med freden förlorade Frankrike områden i Nordamerika till Storbritannien:
- Newfoundland (Newfoundlandkolonin),
- Nova Scotia och
- New Brunswick.

Storbritannien erhöll även Gibraltar, Saint Kitts and Nevis och monopol på slavhandeln i de spanska kolonierna i Amerika.